# کایرون ۲۰۶۰

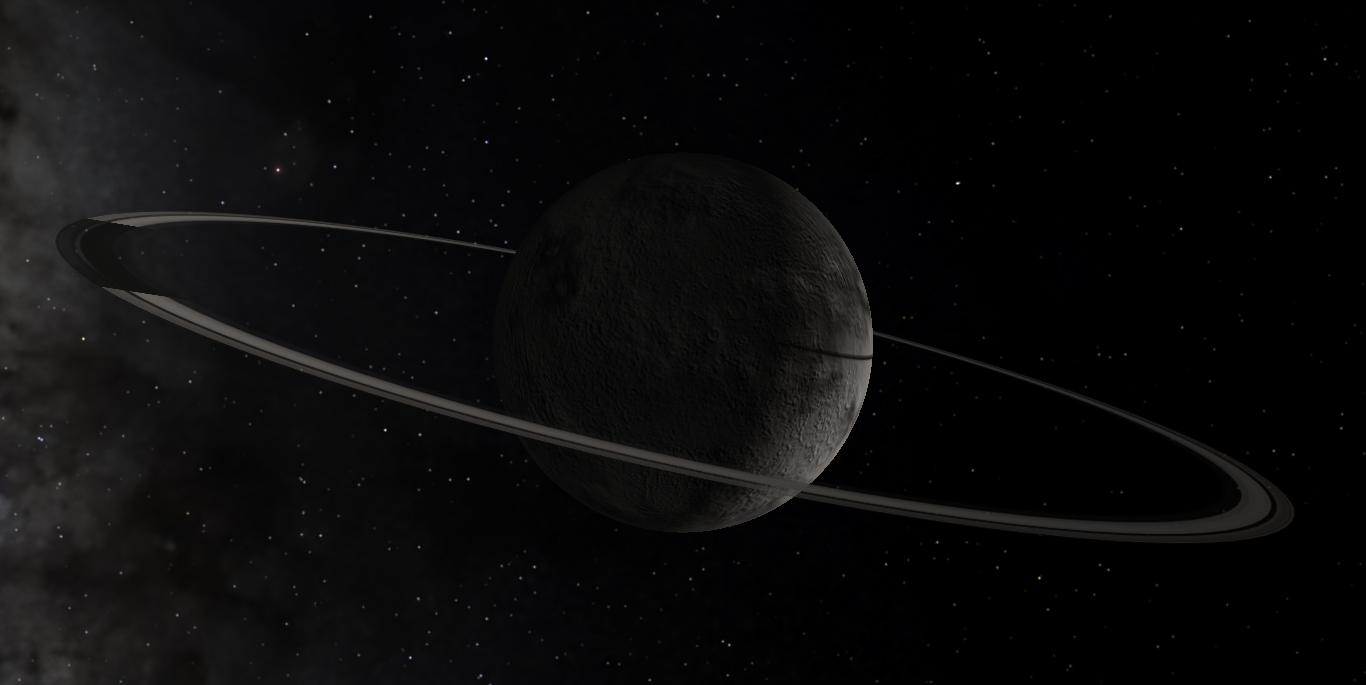
نمایی از سیارهٔ کایرون ۲۰۶۰ در منظومهٔ خورشیدی - ۲۰۱۵

کایرون ۲۰۶۰ (به انگلیسی: 2060 Chiron، نامگذاری:1977UB) دو هزار و شصتمین سیارک کشف شده‌است که در اول اکتبر ۱۹۷۷ توسط چارلز کوال با توجه به عکسی که در ۱۸ اکتبر ۱۹۷۷ گرفته شده بود، کشف شد. قدر مطلق سیارک برابر ۶٫۵۰ است.
سیارکی به قطر ۱۸۰ کیلومتر که به دور کمربند سیارک‌ها و در محدوده‌ای بین مدار مشتری و اورانوس به دور خورشید می‌گردد.